# Vítězslav Houška
Vítězslav Houška (30. dubna 1925 Praha, Československo – 3. srpna 2011, Praha) byl český spisovatel, publicista, filatelista, šachista, karikaturista a překladatel.

## Život
Vystudoval a většinu života strávil v Praze, pak dále na své chalupě v obci Zátyní. Je znám především svou publicistikou o sportu. V literární tvorbě a redakční činnosti se věnoval nejvíce šachům a filatelii. Byl dlouholetým redaktorem časopisu Filatelie. V posledním desetiletí své kariéry vedl svůj blog o šachách: Pražská šachová společnost -blog Vítězslava Houšky a věnoval se spisovatelské tvorbě, především o T. G. M.
Spolu se svou manželkou Jaroslavou Baumrtovou měl syna Karla (nar. 12. 10. 1954). Vítězslav Houška zemřel 3. srpna roku 2011 ve Vojenské fakultní nemocnici v Praze ve věku 86 let. Jeho manželka ho přežila pouze o 8 dní.

## Práce
Sportu nad šachovnicí se věnují knihy Nad šachovnicemi celého světa, Šachy s úsměvem a Tam všichni hrají šachy. Do oblasti sběratelství známek zasadil také své detektivní romány: Merkur nese smrt. Své liberálně pravicové smýšlení a osobní vzpomínky vyjádřil v knihách o prvním československém prezidentovi Masarykovi – šest knih pro Masarykovo demokratické hnutí: Masaryk známý, neznámý (2005), Lidé kolem T. G. M(2007), Masaryk! Ne Lenin: moje svědectví (jeho vzpomínky), T. G. M myslitel a státník, Novinář Peroutka o T. G. M, Karel Čapek a T. G. Masaryk. V Nakladatelství dopravy a spojů byl dlouholetým šéfredaktorem časopisu Filatelie (1966–1991), a Mladý filatelista (společně s Rudolfem Kvízem). Pravidelně přispíval do časopisu Čas , zejména do rubriky "Glosář k životu TGM". Mimo to je autorem klubových kronik Železná Sparta, Věčná Slavia či knihy 50 slavných sparťanů, 50 slavných slávistů. Psal i pro děti (Jak s tím pohnu, Tajemství plamenů, Docela obyčejný svět, Proč se kouří ze sopek a Dobrý den, vážený vynálezci). Dále ilustroval vtipy do novin, např. Satiromet, Pan Voňka.
Kromě samotné literární tvorby se věnoval překladatelství. Překládal knížky z francouzštiny (např. román Robur Dobyvatel od Julese Vernea), italštiny, němčiny nebo ruštiny (např. verše do Neználka).

## Vyznamenání
V roce 2011 převzal spolu s Ludvíkem Vaculíkem v Pantheonu Národního muzea v Praze cenu Ferdinanda Peroutky za rok 2010.
Na 5. sněmu Masarykova demokratického hnutí v sobotu 12. září 2015 v Praze 3 obdržel jako autor mnoha publikací o T. G. Masarykovi in memoriam „Čestnou medaili T. G. Masaryka“ za věrnost jeho odkazu a příspěvek k jeho uskutečňování.

## Dílo
- Masaryk, ne Lenin! Moje svědectví
- Karel Čapek a T. G. Masaryk
- Novinář Peroutka o T. G. M.
- T. G. Masaryk známý i neznámý
- Lidé kolem T. G. M.
- T. G. Masaryk myslitel a státník
- Facky,hroty,polemiky
- Dobrý den, vážený vynálezci
- Jak s tím pohnu
- Docela obyčejný svět
- Železná Sparta
- Věčná Slavia
- 50 slavných sparťanů
- 50 slavných slávistů
- Vzpomínky reakcionáře a kverulanta
- Merkur nese smrt
- Vyvraždění Jockey klubu
- Vražda na slepo
- Nad šachovnicemi celého světa
- Šachy s úsměvem
- Tam všichni hrají šachy